# 豊島区立池袋本町小学校
豊島区立池袋本町小学校（としまくりつ いけぶくろほんちょうしょうがっこう）は、東京都豊島区池袋本町1丁目にある公立小学校。

## 概要
- 旧豊島区立池袋第二小学校と旧豊島区立文成小学校との合併により設立された学校である[2]。校舎は豊島区立池袋中学校と併設されており、豊島区初の小中併設型連携校となっているが、一貫校ではない。旧文成小学校の場所には、現在豊島区立池袋第一小学校の仮校舎として利用されている。過去には当校も現校舎が完成するまでは、仮校舎として利用されていた。

## 沿革
出典
- 2014年（平成26年）
  - 4月1日 - 開校。
  - 4月4日 - 開校式典挙行。
- 2016年（平成28年）
  - 4月1日 - 池袋本町小たんぽぽ教室設置。
  - 8月29日 - 池袋本町地区小中連携校舎移転。
  - 9月10日 - 池袋本町地区小中連携校舎落成式挙行。
- 2017年（平成29年）2月9日 - ISS認証式挙行し、ISS認証取得。
- 2019年（令和元年）9月21日 - 開校五周年記念式典挙行。
- 2020年（令和2年）1月27日 - ISS認証式挙行し、ISS再認証取得。
- 2021年（令和3年）8月1日 - 法定コミュニティ・スクール指定。

## 教育目標
- 夢と志をもち、未来にはばたく池本の子

## 通学区域と進学先中学校
出典

### 通学区域
- 池袋本町1丁目
- 池袋本町2丁目
- 池袋本町3丁目
- 池袋本町4丁目

### 進学先中学校
公立中学校に進学する場合
- 豊島区立池袋中学校

## 学校周辺
- 豊島区立池袋中学校 - 同一建物内
  - なお、「第2」グラウンドは、豊島区道をはさんだ場所にある。
- 特別養護老人ホーム池袋ほんちょうの郷 - 豊島区道をはさんで、敷地が隣接。
- 豊島区立池袋本町公園
- 小規模保育所ソラーナ池袋保育園 - 進級前保育園のひとつ
- (株)グローバルキッズ グローバルキッズ北池袋園 - 進級前保育園のひとつ
- ローソンLTF北池袋駅前店
- 東武鉄道東上線北池袋駅
- 池袋本町郵便局
- 豊島清掃事務所
- 首都高速道路5号池袋線
- 国道254号線
- なお、学校周辺には、中小規模のマンション・アパートや薬師寺医院などの医療機関、および小規模保育所ソラーナ池袋保育園以外の幼稚園・保育園なども点在する。

## アクセス
- 東武東上線北池袋駅から、徒歩約205m・約3分。
- なお、北池袋駅に付近にはJR埼京線が通るが、付近に駅は無い。